# Ropalidia clypeata
Ropalidia clypeata är en getingart som beskrevs av Kojima 1996. Ropalidia clypeata ingår i släktet Ropalidia och familjen getingar. Inga underarter finns listade i Catalogue of Life.